# Riverside (Illinois)
Riverside – wieś w Stanach Zjednoczonych, w stanie Illinois, w hrabstwie Cook.